# Куюківська печера
Куюківська печера (рос. Куюковская) — печера на Алтаї, Республіка Алтай, Росія.  Загальна протяжність — 70 м. Глибина печери — 25 м, амплітуда висот — 25 м; загальна площа — N/A м²; об'єм — N/A м³.  Печера відноситься до Центрально-Алтайської області Алтайської провінції Алтай-Саянської спелеологічної країни. Кадастровий номер 5040/8713-1.